# Ponti di Palermo
Lungo il corso del fiume Oreto sono presenti molti ponti che congiungono le sponde della Valle dell'Oreto, quelli attualmente conosciuti risalgono dal XII secolo in poi.

## Ponte dell'Ammiraglio

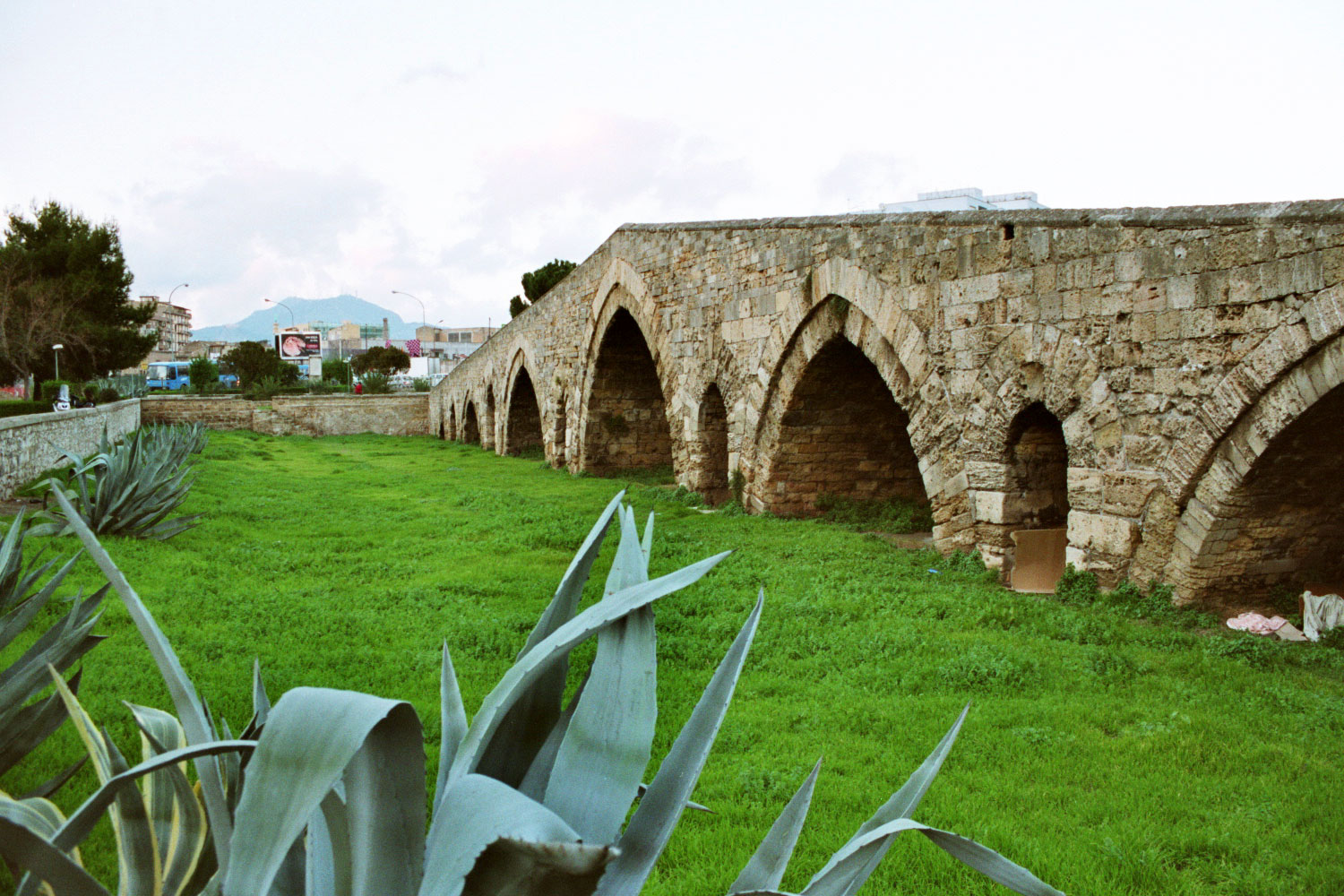
Ponte dell'Ammiraglio

Fatto costruire lungo l'odierno corso dei Mille nel 1113 da Giorgio di Antiochia, ammiraglio di Ruggero II, è il più antico dei ponti sul fiume. Realizzato in vivi conci e fornici irregolari marcati da rincassi ogivali, ha una forma a schiena d'asino, come molti degli altri ponti di epoca normanna. È su questo ponte che nella notte fra il 26 e il 27 maggio 1860 che le truppe garibaldine, giunte alle porte di Palermo dalle pendici di Gibilrossa, sconfissero quelle borboniche per accedere in città. In periodo normanno l'incontro tra due fratelli della casa reale proprio su questo ponte scongiurò una guerra. Oggi, dopo essere stato deviato, il fiume non lo attraversa più e si trova all'interno di un'area verde.
Dal 3 luglio 2015 fa parte dei beni Patrimonio dell'umanità protetti dall'UNESCO nell'ambito dell'"Itinerario Palermo arabo-normanna e le cattedrali di Cefalù e Monreale".

## Ponte Corleone

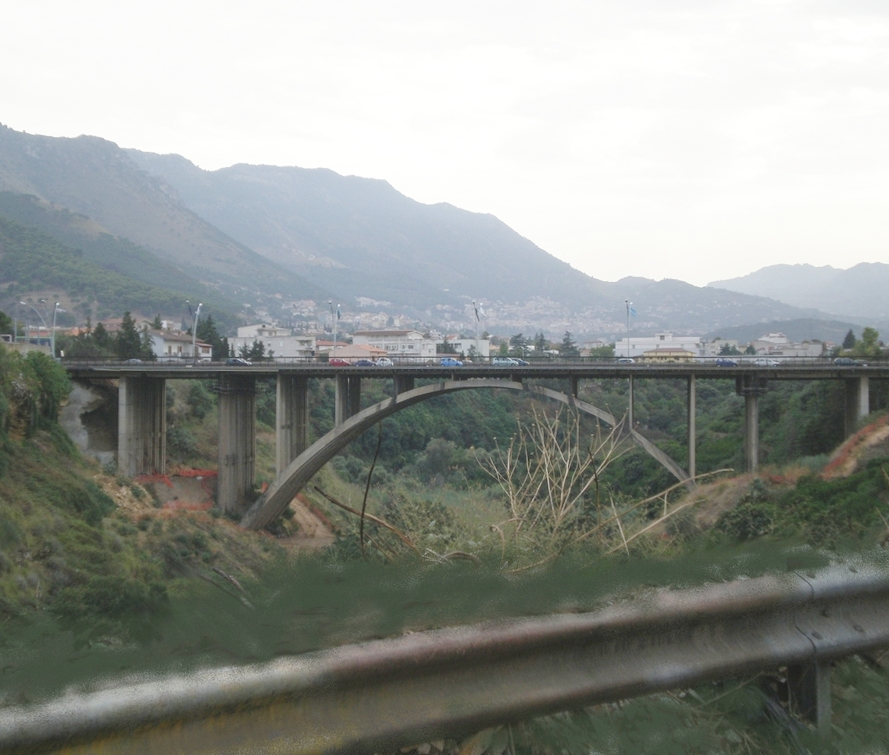
Il Ponte Corleone sul fiume Oreto

È fra i più antichi, forse il più antico dei ponti che attraversano il fiume, ma le sue origini sono sconosciute. Distrutto da uno straripamento nel 1720, è verosimile che fosse un collegamento lungo la strada che da Palermo porta a Corleone. Nel 1962 nella stessa zona ne fu costruito un altro, che porta lo stesso nome e permette alla circonvallazione di superare il fiume.

## Ponte di Mare
Fatto realizzare dal Senato palermitano nel 1586 vicino alla tonnara di Sant'Erasmo, lungo la foce, nel 1718 fu consolidato e ingrandito, come viene ricordato da una lapide sui muri della Sala delle Lapidi di Palazzo delle Aquile. Il 7 ottobre 1772 il ponte fu distrutto da uno straripamento: quattro anni dopo, nel 1776, dopo la deviazione del corso del fiume, ne fu fabbricato uno più solido, inaugurato con una festa a Villa Giulia l'11 giugno 1778. A causa dei danni subiti per le alluvioni successive, nel 1975 è stato ampliato e consolidato con una struttura in cemento armato.

## Ponte della Grazia
Fatto costruire dal Senato palermitano nel 1620 vicino al Convento della Grazia, sulla strada fra Aquino, frazione di Monreale, e Villagrazia di Palermo, è stato ricostruito nel 1673 in seguito ad uno straripamento e poi modificato ulteriormente nei secoli successivi.

## Ponte di Fiumelato
Fatto realizzare a metà del XVII secolo dall'arcivescovo di Monreale Luigi Alfonso de Los Cameros, si trova all'inizio della strada che porta ad Aquino. Costruito con una struttura a schiena d'asino, permetteva ad un'antica trazzera regia di varcare il fiume.

## Ponte Rotto
Realizzato verosimilmente nel XVII secolo, probabilmente su un ponte preesistente più antico, nel Settecento fu gravemente danneggiato da uno straripamento e non fu più sostituito. Collegava alla città le borgate di Falsomiele, Belmonte Chiavelli e Santa Maria di Gesù e si trovava fra via Villagrazia Bassa e - superato il fiume Oreto - circa all'altezza del Cimitero di Santo Spirito.

## Ponte delle Teste mozze
Attuale collegamento fra le due parti di corso dei Mille (all'altezza di piazza Scaffa), il Ponte delle Teste mozze si trova accanto alla Chiesa della Madonna del Fiume. Prende il nome dal vicino cimitero per i condannati a morte e dalla piccola piramide in muratura realizzata al suo fianco fra la fine del XVIII e l'inizio del XIX secolo e usata per appendere le teste dei condannati a morte.
Il ponte bimodale, in acciaio ad arco di via inferiore, è lungo 32 metri per 30 di larghezza e possiede 6 corsie: 2 centrali destinate ai binari del tram, e ai lati le carreggiate per le auto. Demolito completamente nell'estate 2014, è stato ricostruito nel corso del 2015 dalla "Sis Scpa" nell'ambito di una variante dell'appalto del costruendo Tram di Palermo. La variante è stata una precisa richiesta del Genio civile, in quanto il vecchio Ponte era vetusto e pericoloso in caso di piena del fiume Oreto.
Durante i suddetti lavori sono emerse le fondamenta dell'antico ponte precedente a quello abbattuto.
Pochi metri a valle del ponte è stato costruito un mini ponte ciclo-pedonale (32 metri x 5).

## Ponte Oreto
Il ponte dove passa la via Oreto. Concepito alla fine del Settecento, il Ponte Oreto è stato realizzato negli anni trenta del Novecento, in pieno Ventennio fascista. Per questo motivo, sui suoi piloni si trovano alcuni fasci littori. Attualmente in situazione di forte degrado, a circolazione limitata ai soli veicoli con peso Minore di 3,5t, è in attesa dei lavori di risanamento e restauro.

## Ponte Parco (o di Monreale)
Realizzato alla fine dell'Ottocento, collega Altofonte (in siciliano Parcu) e Monreale.

## Ponti "della Ferrovia"
Realizzati nella forma attuale all'inizio del Novecento, sono i passaggi che permettono ai binari ferroviari di superare il fiume. Il ponte più a valle, armato con quattro binari di corsa più due secondari e posto poco a monte del ponte delle Teste, consente l'ingresso alla stazione centrale delle linee provenienti da Termini Imerese e da Palermo Aeroporto. Il ponte più a monte, a doppio binario, consente invece il collegamento tra le fermate di Palermo Vespri e Palermo Guadagna poste lungo la linea Palermo-Punta Raisi. Questo ponte è stato ricostruito a doppio binario negli anni 2010 durante i lavori per il raddoppio della tratta A del passante ferroviario di Palermo.
In località Fiumelato esiste, inoltre, il ponte della mai attivata linea Palermo-Camporeale, che avrebbe dovuto raccordare le stazioni di Monreale e Altofonte e che adesso è utilizzato come normale ponte stradale.

## Ponte della Guadagna
È il ponte, pedonale,  che permette alla via Guadagna di attraversare il fiume accanto alla Chiesa di Madonna Assunta già chiesa di Santa Maria delle Grazie. Realizzato originariamente in legno, negli anni cinquanta è stato sostituito con una struttura in cemento armato.

## Ponte Bailey
Aperto il 9 aprile 1997, è il più recente dei ponti sul fiume Oreto. Voluto dal sindaco Leoluca Orlando, si trova nella zona della Guadagna ed è stato concepito per alleggerire il traffico nella zona fra l'ospedale Civico e il cimitero di Sant'Orsola. Prende il nome dall'ideatore, Donald Bailey.